# Browns Lake
Browns Lake és una concentració de població designada pel cens dels Estats Units a l'estat de Wisconsin. Segons el cens del 2000 tenia 1.933 habitants.

## Demografia
Segons el cens del 2000, Browns Lake tenia 1.933 habitants, 745 habitatges, i 545 famílies. La densitat de població era de 343,9 habitants per km².
Dels 745 habitatges en un 31,3% hi vivien nens de menys de 18 anys, en un 61,5% hi vivien parelles casades, en un 7,9% dones solteres, i en un 26,8% no eren unitats familiars. En el 21,5% dels habitatges hi vivien persones soles el 8,6% de les quals corresponia a persones de 65 anys o més que vivien soles. El nombre mitjà de persones vivint en cada habitatge era de 2,51 i el nombre mitjà de persones que vivien en cada família era de 2,92.
Per edats la població es repartia de la següent manera: un 23,2% tenia menys de 18 anys, un 6,9% entre 18 i 24, un 28,8% entre 25 i 44, un 28,1% de 45 a 60 i un 13% 65 anys o més.
L'edat mediana era de 40 anys. Per cada 100 dones de 18 o més anys hi havia 100,3 homes.
La renda mediana per habitatge era de 59.563 $ i la renda mediana per família de 65.714 $. Els homes tenien una renda mediana de 44.940 $ mentre que les dones 26.116 $. La renda per capita de la població era de 28.368 $. Cap de les famílies i l'1,3% de la població estaven per davall del llindar de pobresa.

## Poblacions més properes
El següent diagrama mostra les poblacions més properes.